# Hrobka (Jičínská pahorkatina)
Hrobka (487 m n. m.) je vrch v okrese Liberec Libereckého kraje, ležící asi 0,5 km jihovýchodně od vesnice Jílové, na katastrálním území Žďárek u Sychrova. Jen 1,2 km severovýchodně od Hrobky, taktéž na okraji kuesty, leží vyšší vrch Zabolky (531 m n. m.).

## Geomorfologické zařazení
Vrch náleží do celku Jičínská pahorkatina, podcelku Turnovská pahorkatina, okrsku Českodubská pahorkatina, podokrsku Letařovická pahorkatina a Žďárecké části.

## Přístup
Nejkratší pěší přístup je ze Žďárku či Jílového. Přímo na vrchol vede polní cesta odbočující ze silnice tato sídla spojující. Ještě bližší, ale nevyšlapaný přístup je po sejití ze zpevněné cesty Jílové – Odolenovice mezi Hrobkou a Zabolkami.